# سیلم (کارولینای جنوبی)
سیلم(به انگلیسی: Salem) شهری در ایالت کارولینای جنوبی کشور ایالات متحده آمریکا است که جمعیت آن در سرشماری سال ۲۰۱۰ میلادی، ۱۳۵ نفر بوده‌است.